# イヴァナ・ハバジン
イヴァナ・ハバジン（Ivana Habazin、1989年10月22日 - ）は、クロアチアの女子プロボクサー。現WBA女子世界ウェルター級暫定王者。元IBF女子世界ウェルター級王者。元WBC女子世界ウェルター級王者。

## 来歴
2010年6月25日プロデビュー。
デビュー10連勝で2013年3月22日、ドイツでエヴァ・ハラシが持つIBF女子世界ウェルター級王座に挑むが、0-3判定で初の敗戦。
その後、2連勝で再起。
2014年3月22日、ハラシの王座剥奪に伴いサブリナ・グリアーニとIBF女子世界ウェルター級王座決定戦を行い、2-1の判定勝ちを収め王座を獲得した。
2014年9月13日、WBA・WBC・WBO女子ウェルター級スーパー王者セシリア・ブレークフスとWBA・WBC・IBF・WBO女子世界ウェルター級王座統一戦を行い、0-3の判定負けを喫し主要4団体の王座統一に失敗、IBF王座をブレークフスに明け渡すと共に6ヵ月保持していた王座から陥落した。
2016年4月23日、ミカエラ・ローレンが持つWBC女子世界スーパーウェルター級王座に挑戦するが、3回TKO負け。
2018年3月16日、Elene SikmashviliとのIBO女子世界ミドル級王座決定戦に臨み、5回TKOで王座獲得。
2020年1月10日、クラレッサ・シールズとのWBC・WBO女子世界スーパーウェルター級王座決定戦に臨むが、6回にダウンを奪われ-03判定負け。
2023年5月27日、テリー・ハーパーが持つWBA女子世界スーパーウェルター級王座に挑戦するが、0-3判定負け。
2024年4月20日、キンガ・マジャールとのWBA暫定・WBC世界ウェルター級王座決定戦に臨み、3-0判定で勝利して2冠獲得。
2024年12月14日、IBF世界ウェルター級王者ナターシャ・ジョナスを迎えてWBC・IBF女子世界同級王座統一戦を行うが、0-3判定負けで2団体王座統一およびIBF王座返り咲きに失敗、WBC王座をジョナスに明け渡すと共に8ヵ月保持していた王座から陥落した。

## 戦績
- 28戦 23勝（7KO） 5敗

## 獲得タイトル
- 第4代IBF女子世界ウェルター級王座（防衛0）
- IBO女子世界ミドル級王座
- WBC女子ウェルター級シルバー王座
- WBC女子世界ウェルター級王座
- WBA女子世界ウェルター級暫定王座